# 香港嘻哈
最早的香港嘻哈音樂可以追溯至八十年代的歌手林子祥和九十年代初的歌手，例如林憶蓮和關淑怡。

## 八十年代
香港第一首真正具嘻哈風格的歌曲是1986年林子祥演唱的《阿lam日記》（更早的歌曲如《激光中》蛻變自廣東傳統的數白欖，而非嘻哈），改編自英文歌曲，由林子祥親自填詞，整首歌有着極快的速度和節奏，推出後紅極一時。其後林子祥於1989年推出與蔡立兒合唱的嘻哈歌曲《對話》（其後於1991年被軟硬天師再度改編成《川保久齡大戰山本耀司》），同樣改編自英文歌曲。

## 九十年代至二千年代
1990至1991年間，受到歐美樂壇的嘻哈風格影響，香港樂壇出現短暫嘻哈熱潮，不少歌曲都加上嘻哈風格。在1991年，林憶蓮第一隻由華納唱片發行的細碟《夢了、瘋了、倦了》輯錄的《瘋了》和《心野夜》裡加上了嘻哈的元素，Rap部份由新加坡音樂人Dick Lee以英語所唱，在香港嘻哈界造成頗大的影響力。而且，這張細碟是少數在九十年代能取得三白金銷量的唱片。另外就是由關淑怡在同年推出的大碟《金色夏季》，碟裡有一首歌叫《親愛的》，裡面亦加入了Dick Lee的英語說唱。
軟硬天師在1991年把香港嘻哈再次引入到香港音樂市場，以及LMF在1999年正式成立，使大眾更加認識香港嘻哈。LMF更成為華納唱片第一個簽約的嘻哈/搖滾組合。他們在1999年簽約華納，推出同名EP《Lazy Mutha Fucka》，一時間在廣東、香港等地區掀起了另一股沉寂多年的嘻哈風潮。儘管現在LMF已經解散，但經已為香港嘻哈在主流音樂市場建立了一定地位。二千年代的香港嘻哈音樂大多是由說唱歌手和主流歌手合作推出歌曲，例如LMF的MC Yan和歌手陳冠希合作。

## 一零年代
到一零年代，歐陽靖成為香港嘻哈及饒舌的主要人物，他是一個善於廣東話與英文的說唱歌手，及他曾經推出廣東話的饒舌專輯。另外，二零零一年成立至今，嘻哈組合農夫已經在音樂的道路上唱了十六年。到二零一六年十一月底，農夫宣布最後一張實體專輯《你而家都冇，但系將來會有（下）》與歌迷見面。而這也意味着，這支成立於二十一世紀初的粵語說唱組合，經歷實體唱片的盛極而衰，告別傳統音樂載體，最終匯入數字音樂的浪潮。MastaMic也是一位香港饒舌歌手、音樂人和網上知名繞舌歌手。於2005年出道，2011年推出首張個人mixtape《The New Hope Mixtape》。2012年自資推出第二張個人mixtape《Justice Is What I Rap For》，2013年自資推出首張個人專輯《流行反擊戰》。現在，大部分的香港嘻哈創作仍然留在地下，由獨立歌手和組合帶領着香港的嘻哈文化。